# باول مكمان
باول مكمان (12 مارس 1983 - ) (بالإنجليزية: Paul McMahon)‏ هو لاعب كريكت بريطاني.

## وصلات خارجية
- باول مكمان على موقع إي آس بي آن كريك إنفو (الإنجليزية)